# Tysk-österrikiska backhopparveckan 1975/1976
Under Tysk-österrikiska backhopparveckan 1975/76 hoppade man i Oberstdorf den 30 december, den 1 januari hoppade man i Partenkirchen och den 4 januari hoppade man i Innsbruck. Deltävlingen i Bischofshofen genomfördes slutligen den 6 januari.

## Oberstdorf
- Datum: 30 december 1975
- Land:  Västtyskland
- Backe: Schattenbergschanze

| Placering | Hoppare               | Land         | Poäng |
| --------- | --------------------- | ------------ | ----- |
| 01        | Toni Innauer          | Österrike    | 252,2 |
| 02        | Jochen Danneberg      | Östtyskland  | 249,8 |
| 03        | Reinhold Bachler      | Österrike    | 247,1 |
| 04        | Hans-Georg Aschenbach | Östtyskland  | 242,8 |
| 05        | Stanisław Bobak       | Polen        | 239,2 |
| 06        | Rudi Wanner           | Österrike    | 239,0 |
| 07        | Karl Schnabl          | Österrike    | 238,2 |
| 08        | Bernd Eckstein        | Östtyskland  | 237,0 |
| 09        | Walter Steiner        | Schweiz      | 236,1 |
| 010       | Sepp Schwinghammer    | Västtyskland | 229,8 |

## Partenkirchen
- Datum: 1 januari 1976
- Land:  Västtyskland
- Backe: Große Olympiaschanze

| Placering | Hoppare               | Land          | Poäng |
| --------- | --------------------- | ------------- | ----- |
| 01        | Toni Innauer          | Österrike     | 231,3 |
| 02        | Karl Schnabl          | Österrike     | 229,5 |
| 03        | Jochen Danneberg      | Östtyskland   | 227,5 |
| 04        | Reinhold Bachler      | Österrike     | 214,7 |
| 05        | Aleksej Borovitin     | Sovjetunionen | 213,0 |
| 06        | Ernst von Grüningen   | Schweiz       | 219,9 |
| 07        | Tadeusz Pawlusiak     | Polen         | 212,5 |
| 08        | Hans-Georg Aschenbach | Östtyskland   | 212,2 |
| 09        | Dietmar Aschenbach    | Östtyskland   | 208,6 |
| 010       | Aleksander Karapusov  | Sovjetunionen | 207,7 |

## Innsbruck
- Datum: 4 januari 1976
- Land:  Österrike
- Backe: Bergiselschanze

| Placering | Hoppare            | Land            | Poäng |
| --------- | ------------------ | --------------- | ----- |
| 01        | Jochen Danneberg   | Östtyskland     | 220,9 |
| 02        | Karl Schnabl       | Österrike       | 219,5 |
| 03        | Reinhold Bachler   | Österrike       | 217,7 |
| 04        | Walter Steiner     | Schweiz         | 208,3 |
| 05        | Rudi Wanner        | Österrike       | 205,4 |
| 06        | Rudolf Höhnl       | Tjeckoslovakien | 203,0 |
| 07        | Hans Wallner       | Österrike       | 198,1 |
| 08        | Johan Sætre        | Norge           | 196,5 |
| 08        | Walter Schwabel    | Österrike       | 196,5 |
| 010       | Sepp Schwinghammer | Västtyskland    | 195,7 |

## Bischofshofen
- Datum: 6 januari 1976
- Land:  Österrike
- Backe: Paul-Ausserleitner-Schanze

| Placering | Hoppare           | Land            | Poäng |
| --------- | ----------------- | --------------- | ----- |
| 01        | Toni Innauer      | Österrike       | 236,2 |
| 02        | Stanisław Bobak   | Polen           | 225,5 |
| 03        | Johan Sætre       | Norge           | 225,0 |
| 04        | Karl Schnabl      | Österrike       | 223,5 |
| 05        | Reinhold Bachler  | Österrike       | 222,4 |
| 06        | Jochen Danneberg  | Östtyskland     | 222,0 |
| 07        | Rudi Wanner       | Österrike       | 218,0 |
| 08        | Bernd Eckstein    | Östtyskland     | 216,9 |
| 09        | Rudolf Höhnl      | Tjeckoslovakien | 212,2 |
| 010       | Aleksej Borovitin | Sovjetunionen   | 211,2 |

## Slutställning
| Placering | Hoppare            | Land            | Poäng |
| --------- | ------------------ | --------------- | ----- |
| 01        | Jochen Danneberg   | Östtyskland     | 920,0 |
| 02        | Karl Schnabl       | Österrike       | 910,9 |
| 03        | Reinhold Bachler   | Österrike       | 901,9 |
| 04        | Toni Innauer       | Österrike       | 901,2 |
| 05        | Rudi Wanner        | Österrike       | 868,9 |
| 06        | Stanisław Bobak    | Polen           | 851,4 |
| 07        | Walter Steiner     | Schweiz         | 848,6 |
| 08        | Rudolf Höhnl       | Tjeckoslovakien | 847,8 |
| 09        | Bernd Eckstein     | Östtyskland     | 837,8 |
| 10        | Sepp Schwinghammer | Västtyskland    | 831,6 |